# Міуський півострів
Міуський півострів (рос. Миусский полуостров) — півострів в північній частині Таганрозької затоки Азовського моря, зі сходу омивається Міуським лиманом.

## Основні відомості
На Міуському півострові розташований Таганрог, друге за величиною місто Ростовської області.

## Історія
Після взяття Азова Петро I з липня 1697 року почав роботи по зведенню фортечних споруд на Міуському півострові.
Петровський ретраншемент був влаштований в самій вузькій частині Міуського півострова. У тому місці, де балка Велика Черепаха підходить до моря, побудували трикутної форми редут «Черепашка» («крепостца „Черепахинская“»). Від нього поперек Міуського півострова йшов земляний вал, місцями укріплений малими бастіонами. Він тягнувся вздовж балки до лиману річки Міус. З північної сторони валу був виритий сухий рів. На кінці, поблизу Міуса, поставили Павлівську фортецю. Звідси лиман тягнеться до моря більш ніж на 30 кілометрів. Поблизу самого гирла лиману, на березі Азовського моря, була влаштована ще одна фортеця, Семенівська, яка завершувала Петровський ретраншемент.

## Топографічні карти
- Аркуш карти L-37-30 Таганрог. Масштаб: 1 : 100 000. (рос.) Зазначити дату випуску/стану місцевості.